# Burgstall Frauenhofen
Der Burgstall Frauenhofen ist eine abgegangene frühmittelalterliche Höhenburg bei 485 m ü. NHN 300 m östlich von Frauenhofen, einem Gemeindeteil des Marktes Indersdorf im Landkreis Dachau in Bayern.
Die Anlage wird als Bodendenkmal unter der Aktennummer D-1-7634-0009 als „Siedlung der Bronzezeit, Burgstall des hohen und späten Mittelalters (‚Schlossberg‘) sowie Körpergräber vor- und frühgeschichtlicher Zeitstellung“ geführt.

## Beschreibung
Die in etwa viereckige Anlage nimmt die Kuppe des Schlossbergs ein. Sie misst in Ost-West-Richtung 180 m und in Nord-Süd-Richtung 135 m. Sie liegt in ihren Randbereichen heute in einem Waldgebiet, das zentrale Burgareal ist eine Wiese. 